# Festieux
Festieux é uma comuna francesa na região administrativa de Altos da França, no departamento de Aisne. Estende-se por uma área de 6,67 km². Em 2010 a comuna tinha 682 habitantes (densidade: 102,2 hab./km²).